# Tanjung Jati (Binjai)
Tanjung Jati is een bestuurslaag in het regentschap Langkat van de provincie Noord-Sumatra, Indonesië. Tanjung Jati telt 6853 inwoners (volkstelling 2010).